# فابيو فييرا
فابيو فييرا (12 يونيو 1991 في البرتغال - ) هو لاعب كرة قدم برتغالي في مركز الوسط. لعب مع نادي إيسبينهو.

## وصلات خارجية
- فابيو فييرا على موقع قاعدة بيانات كرة القدم.إي يو (الإنجليزية)
- فابيو فييرا على موقع قاعدة بيانات كرة القدم.إي يو (الإنجليزية)
- فابيو فييرا على موقع Soccerway.com (الإنجليزية)